# 委內瑞拉地理

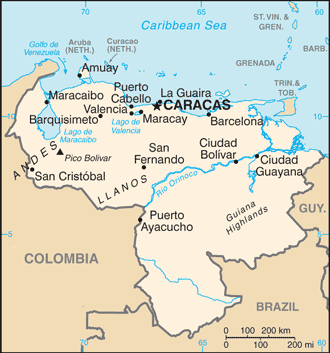
委內瑞拉地圖

委內瑞拉是位於南美洲的一個國家。位於南美的加勒比海沿岸地區。委內瑞拉位於哥倫比亞和圭亞那之間。委內瑞拉的國土面積有916,445平方公里，其中土地面積有882,050平方公里，大小約相當于兩個加利福尼亞州。委內瑞拉的形狀類似一個倒三角形。委內瑞拉的海岸線長度為2,800公里。全境屬熱帶氣候。